# Мюзик-хол

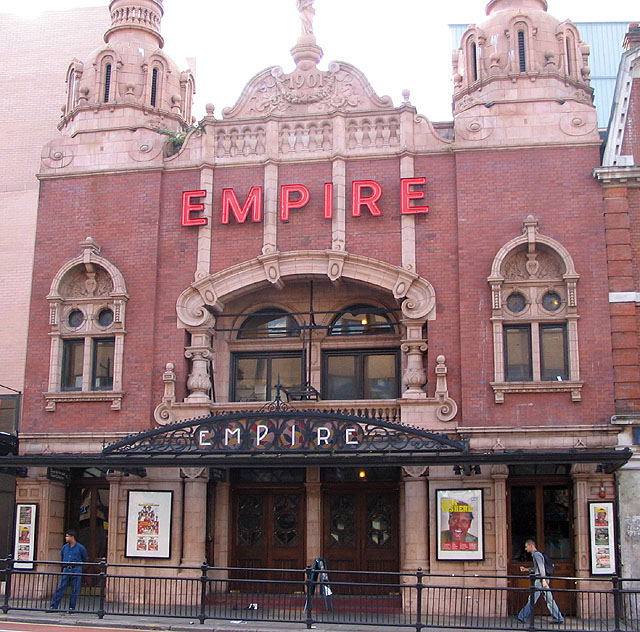
The Hackney Empire, серпень 2005 року

Мюзик-хо́л (англ. music hall; або вар'єте фр. variété) — вид британської театральної розваги, який був популярний з ранньої вікторіанської епохи, починаючи приблизно з 1850 року. Мюзик-хол включав суміш популярних пісень, комедій, спеціальних актів та різноманітних розваг. Цей термін походить від типу театру або місця, де відбувалися такі розваги. У Північній Америці водевіль був певним чином аналогічним британському Мюзик-холу, де звучали бурхливі пісні та виступали комічні актори.
До середини XIX століття Мюзик-холи славились багатьма новими піснями. Як результат, професійні автори пісень були залучені для створення музики для безлічі зіркових виконавців, таких як Марі Ллойд, Ден Лено, Маленький Тіч та Джордж Лейборн. Були представлені всілякі інші розваги: коміки, художники-мімісти та імпресіоністи, батутні актори та комічні піаністи (такі як Джон Орландо Паррі та Джордж Гросміт) були лише кількома з багатьох видів розваг.
Страйк Мюзик-холу, що відбувся у 1907 році став важливим конфліктом для розвитку галузі. Це була суперечка між художниками та сценічними діячами, з одного боку, та керівниками театрів, з іншого, що завершилося страйком. Свої виступи Мюзик-холи відновили до початку Першої світової війни і використовувались для проведення благодійних акцій на допомогу військовим. Розваги в Мюзик-холах продовжувались і після війни, але стали менш популярними через джазову музику, свінг та танцювальну музику біг-бендів. З часом, Мюзик-холи почали вважали старомодними.

## Історія

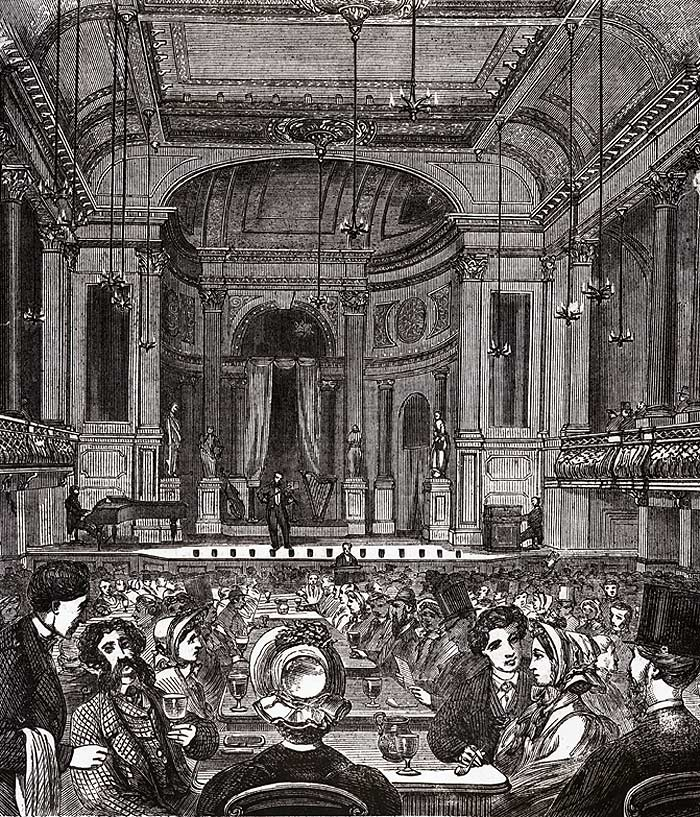
Музична зала в Оксфорді. 1875 рік

Мюзик-холи з'явилися результатом розвитку салунів і пабів у 1830-х роках.
Салон мюзик-холу спочатку був приміщенням, де за плату за вхід або за більш високі ціни в барі проходили виступи з танцями, співом, комедіями та драмами. Одним з найбільш відомих салунів був «Grecian Saloon», відкритий у 1825 році на півночі Лондона. Пізніше він став відомий як «Grecian Theatre», у віці 14 років в 1884 році в ньому дебютувала Мері Ллойд.
Мюзик-холи в сучасному розумінні з'явилися у 1850-х, і, як правило, на базі пабів. Вони відрізнялися від театрів тим, що в них можна було, скажімо, сидіти на столі й розпивати алкоголь, курити тютюн під час перегляду шоу.
Першим мюзик-холом заведено вважати «Кентербері Мюзик-хол», розташований за адресою Вестмінстер-Брідж-роуд, 143, побудований Чарльзом Мортоном, пізніше названого «Батьком залів». Він відкрився 17 травня 1852 року: про цю дату кажуть «найбільш знаменна дата в історії всіх мюзик-холів». У 1852 році зал виглядав як багато інших пабів, але був розширений в 1854 до безпрецедентних розмірів. Він був ще більш  відбудований в 1859 році, пізніше перебудований як театр, а в 1942-му будівлю знищила бомба. 
Іншим раннім мюзик-холом був «Middlesex» (1851). Більш відомий як «Old Mo», він був побудований на місці «Mogul Saloon». Пізніше перетворений в театр, він був знесений в 1965 році.

### «Війна вар'єте» в 1907 році
Зі збільшенням кількості синдикатів, які контролювали мюзик-холи, наростало напруження між їх власниками і працівниками. 22 січня 1907 після довгих суперечок, в «Holborn Empire» зародилася ідея страйку. Ідея поширилася; страйк тривав близько двох тижнів і став відома як «Війна вар'єте». Більшість вимог що страйкує в результаті було задоволено, в тому числі — встановлення мінімальної заробітної плати і максимального робочого тижня працівників.
Багато зірок вар'єте, такі, як Мері Ллойд, Артур Робертс, Джо Елвін і Гус Елен, підтримували страйк, попри те, що самі заробляли достатньо, щоб не бути в ньому матеріально зацікавленими.
Мюзик-холи були вперше імпортовані до Франції у британському вигляді у 1862 році, але згідно із французьким законом, що охороняє державні театри, виконавці не могли одягати костюми чи декламувати діалоги, що дозволялося лише в театрах. Коли закон змінився у 1867 році, паризькі Мюзик-холи почали процвітати, відкрилося пів дюжини нових залів, де пропонувались акробати, співаки, танцюристи, фокусники та дресовані тварини.
Першим Мюзик-холом у Парижі, побудованим спеціально для цієї мети, був Folies-Bergere (1869); за ним слідували Мулен Руж (1889), Альгамбра (1866), перша названа музичним залом, і Олімпія (1893). Принтанія (1903) — це музичний сад, відкритий лише влітку, з театром, рестораном, цирком і скакання. Старі театри також трансформували себе в музичні зали, зокрема Бобіно (1873), Батаклан (1864) і Алькасар (1858). Спочатку Мюзик-холи пропонували танцювальні огляди, театр та пісні, але поступово головною визначною пам'яткою стали пісні та співаки.

## Збережені Мюзик-холи

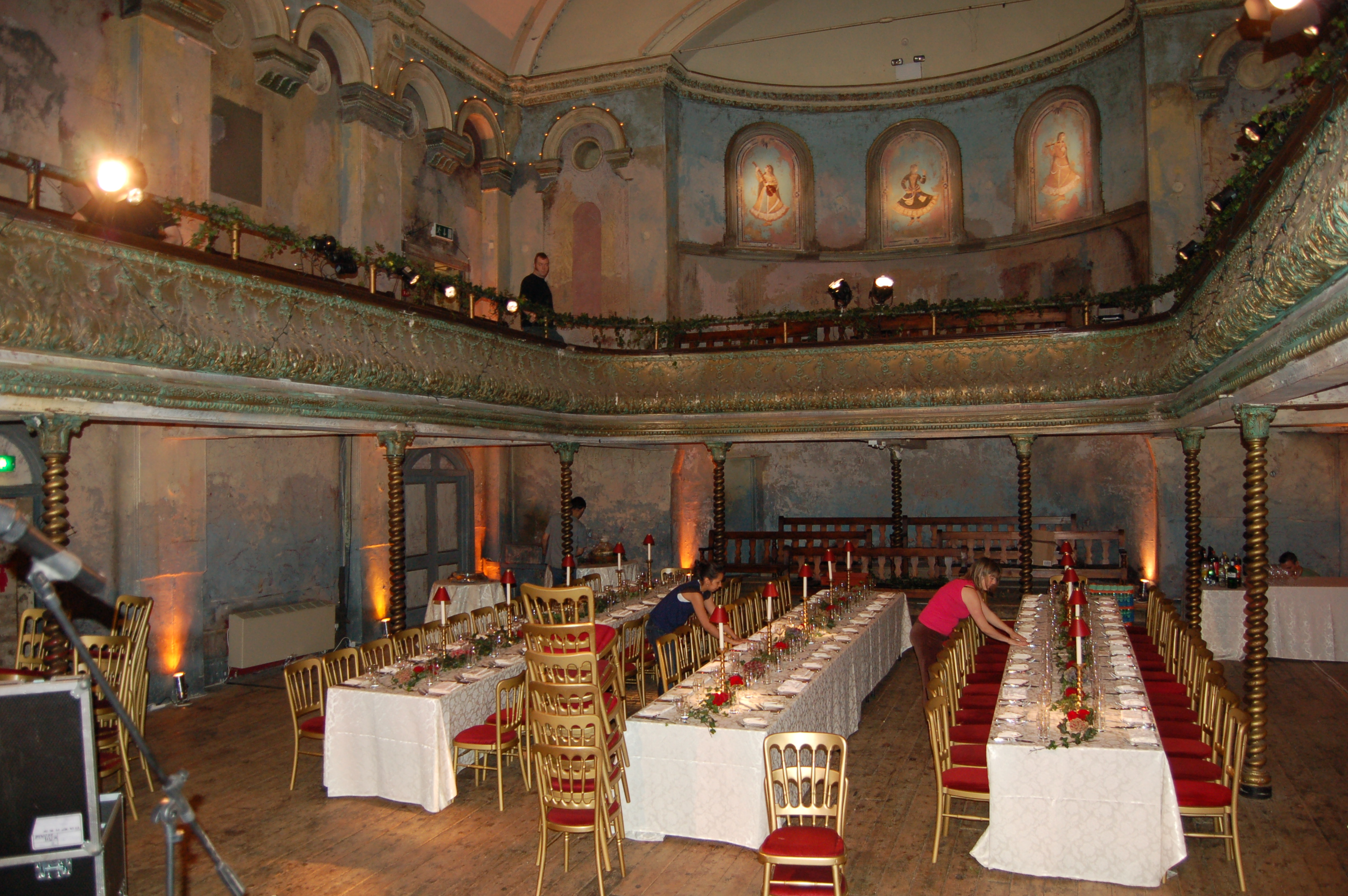
Інтер’єр Wilton's Music Hall (на фото відбувається підготовка до весілля). Ряди столів дають деяке уявлення про те, як ранні музичні зали використовувались як клуби вечері.

Зі зниженням популярності Мюзик-холів багато з них були занедбані або переобладнані для інших цілей, таких як кінотеатри, а їх інтер’єри втрачені. 
В Лондоні є ціла низка вцілілих Мюзик-холів, включаючи Hackney Empire, видатний приклад періоду пізньої музичної зали (Френк Матчем, 1901). Його було відновлено до мавританської пишноти і тепер забезпечує еклектичну програму подій від опери до «Чорних естрадних ночей» (англ. Black Variety Nights). За милю на південь знаходиться Hoxton Hall, приклад салонного стилю 1863 року. Він зберігається у своєму первісному вигляді, і використовується як громадський центр та театр. У сусідньому районі знаходиться Collins Music Hall (побудований приблизно в 1860 р.). Він закрився у 1960-х роках і в даний час є частиною книгарні.
У місті Клапхем Grand Palace of Varieties (1900), був відновлений, але його інтер'єр відображає сучасне використання його як музичного майданчика та нічного клубу.
В лондонському Іст Енді, Степні, знаходиться Wilton's Music Hall. Цей приклад «гігантського пабного залу» (1858). Він використовувся як церква, зазнав пожежі, повені та війни, але став занедбаним після використання його як складу ганчір'я у 1960-х. Trust of Wilton's Music Hall розпочав кампанію зі збору коштів для відновлення будівлі. У червні 2007 року Всесвітній фонд пам'яток додав будівлю до свого списку «100 найбільш зникаючих місць».
Одним з небагатьох повнофункціональних розважальних залів є музичний зал Brick Lane у колишній церкві в Північному Вулвічі. The Players 'Theatre Club - це група, яка робить вистави в стилі Мюзик-холу у вікторіанському стилі на різноманітних майданчиках.